# Upłaz (Wyspa Króla Jerzego)
Upłaz – półka skalna na Wyspie Króla Jerzego, powyżej Ogrodów Jasnorzewskiego przy Polskiej Stacji Antarktycznej im. Henryka Arctowskiego. Nazwa została nadana przez polską ekspedycję polarną. Pochodzi od polskiej nazwy formy ukształtowania terenu – upłaz.